# أرخلاوس الأثيني
أرخلاوس الأثيني (القرن الخامس ق. م.) فيلسوف يوناني من المدرسة الأيونية.
تتلمذ على أنكساغوراس، ومعلم سقراط.